# الشارع الخامس (نيويورك)
الجادة الخامسة (بالإنجليزية: Fifth Avenue)‏ وهو شارع رئيسي يمر في منطقة منهاتن في مدينة نيويورك الولايات المتحدة. يمتد من غرب شارع 143 في هارلم حتَّى واشنطن سكوير نورث في واشنطن سكوير بارك وهو معتبر من قبل الأغلب أكثر الشوارع الأغلى والأكثر تسوقاً في العالم.

## التاريخ
كانَ فيفث أفينيو في الأصل طريقًا ضيقاً، وفي وقتٍ مبكر من عام 1900 أدَّى زيادة حركة المرور إلى مقترحات لتقييد حركة المرور في الشارع،  ولاحقاً تمَّ توسيع القسم الجنوبي من سنترال بارك في عام 1908، ممَّا أدَّى إلى التضحية بأرصفة المشاة الواسعة لاستيعاب حركة المرور المتزايدة.
في عشرينيّات القرن الماضي سيطرت أبراج المرور على تقاطعات مهمة على طول الجزء السفلي من الجادة الخامسة، وقدمت فكرة استخدام رجال الدوريَّات للتحكم في حركة المرور عند تقاطعات الجادة الخامسة المزدحمة في وقتٍ مبكر من عام 1914. وركبت أول «أبراج المرور» في عام 1920 بناءً على هدية من الدكتور جون إيه هاريس، الذي دفع ثمن حظائر رجال الدوريَّات في وسط الجادة الخامسة في الشوارع 34 و38 و42 و50 و57. وبعد ذلك بعامين أعطت جمعية الجادة الخامسة سبعة أبراج مرور برونزية بارتفاع 23 قدم (7.0 م)، صممها جوزيف فريدلاندر عند التقاطعات الهامَّة بين الشارعين 14 و57 بتكلفة إجمالية قدرها 126 ألف دولار. وأدت الإشارات المرورية إلى تقليل وقتٍ السفر على طول الجادة الخامسة بين الشارعين 34 و57، من 40 دقيقة قبل تركيب أبراج المرور إلى 15 دقيقة بعدَ ذلك. ولاحقاً تمت إزالة أبراج فريدلاندر في عام 1929 بعدَ أنَ أُعتبرت عقبات أمام حركة المرور. وكُلف بتصميم إشارات مرور برونزية في زوايا هذه التقاطعات، معَ تماثيل عطارد فوق الإشارات، ونجت إشارات عطارد خِلال عام 1964، وتمَّ استعادة بعض التماثيل في عام 1971.
في عام 1954 أدَّى ارتفاع حركة المرور إلى اقتراح يقصر استخدام الطريق على الحافلات وسيارات الأجرة فقط. وفي 14 يناير 1966 تمَّ تغيير الجادة الخامسة أسفل الشارع 135 لنقل حركة المرور باتجاه واحد فقط باتجاه الجنوب، وتمَّ تغيير شارع ماديسون إلى اتجاه واحد شمالًا، وكان كلًا الطريقين يحملان في السابق حركة ثنائية الاتجاه.
في عام 1998 تمَّ تركيب ممر مشاة وسط تقاطع الجادة الخامسة والشارع الخمسين، كجزء من تجربة للسماح لحركة مرور المركّبات بالدوران دون تعارض معَ المشاة، وفي ذلك الوقت كانت واحدة من عدد قليل من معابر المشاة المتوسّطة في المدينة. وتمَّ تركيب ممر مشابه مماثل في وقتٍ لاحقٍ في شارع 49، وتمَّت إزالة كلًا الممرات في عام 2019.

### التطوير
كانَ وسط المدينة منطقة سكنية إلى حدٍ كبير حتَّى مطلع القرن العشرين، عندما تمَّ تطويرها كمناطق تجارية. وقام بنيامين ألتمان ببناء أول مبنى تجاري في الجادة الخامسة حيثُ اشترى قطعة الزاوية في الركن الشمالي الشرقي من الشارع 34 في عام 1896. وقام بتشييد مبنى (بالإنجليزية: B. Altman and Company)‏ بين عاميّ 1906 و1914 وشغل كامل واجهة المبنى، وكانت النتيجة إنشاء منطقة تسوق راقية تجذب النساء والمتاجر الراقية التي ترغب في خدمتهن. :266 وتمَّ بناءً مبنى لورد آند تايلور، المتجر الرئيسيّ لورد وتايلور سابقًا والآن مكتب وي وورك في الجادة الخامسة والشارع 38 في عام 1914. وتمَّ افتتاحِ مبنى «ساكس فيفث أفينيو» الذي كانَ الرائد في ساكس فيفث أفينيو، بين شارعي 49 و50 في عام 1924. وافتتح مبنى Bergdorf Goodman بين شارعي 57 و58 على مراحل بين عاميّ 1928 و1929. :2
تمَّ تطوير الجادة الخامسة بالمباني المكتبية والتجاريَّة في بدايةً القرن العشرين، وبحلول العشرينيَّات من القرن الماضي كانت الجادة الخامسة أكثر المناطق نشاطًا للتطوير في ميدتاون، وبدأ المطورون البناء شمال شارع 45 الذي كانَ يُعتبر سابقًا حدود التطويرات المربحة. :2–3  :14–15  وكان عام 1926 هو العام الأكثر نشاطًا للبناء في ذلك العقد، حيثُ شيد ثلاثين مبنى للمكاتب في الجادة الخامسة،  وأحتوت المنطقة التي تبلغ مساحتها كتلتين بين فيفث وبارك أفينيوز، وَالتي تمثل ثمانية في المائة من مساحة أرض مانهاتن، على 25٪ من التطوّرات التي بدأت بين عاميّ 1924 و1926.

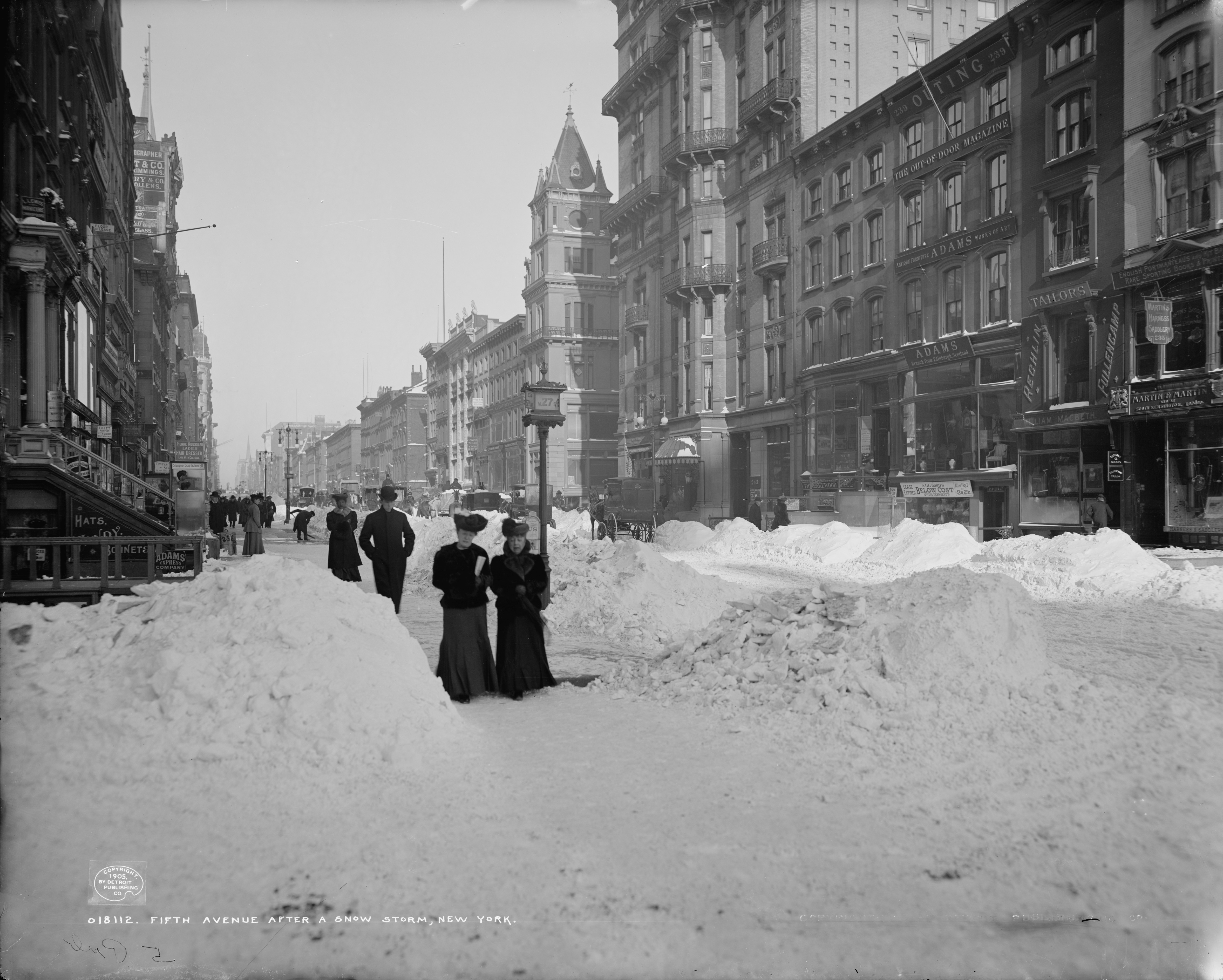
التجمع الخامس بعد عاصفة ثلجية عام 1905

## الوصف
تبدأ الجادة الخامسة في واشنطن سكوير بارك في قرية غرينتش وتمتدُّ شمالاً عبر قلب وسط المدينة، على طول الجانب الشرقي من سنترال بارك، حيثُ يُشكِّل حدود الجانب الشرقي الأعلى وعبر هارلم، حيثُ ينتهي عند نهر هارلم عند شارع 142 وتعبّر حركة المرور النهر على جسر شارع ماديسون.
تُعتبر الجادة الخامسة بمثابة الخط الفاصل لترقيم المنازل والشوارع بين الغرب والشرق في مانهاتن؛ فعلى سبيل المثال تفصل شارع 59 الشرقي عن شارع 59 الغربي، وتقعُ الطرق ذات الأرقام الأعلى مثل الجادة السادسة إلى الغرب من الجادة الخامسة، بينما تقع الطرق ذات الأرقام المُنخفضة مثل الجادة الثالثة في الشرق. وتزداد أرقام العناوين في الشوارع الغربيَّة والشرقيَّة في كلًا الاتجاهين حيثُ يبتعد المرء عن الجادة الخامسة. وتمَّ توفير مائة رقم عنوان شارع لكل بلوك يقع شرق أو غرب الجادة الخامسة؛ وعلى سبيل المثال تمَّ ترقيم العناوين الموجُودة في شارع الخمسين الغربيّ بين الجادة الخامسة والسادسة من 1 إلى 99 غرب شارع 50، وبين الجادة السادسة والسفينة 100-199 غرب شارع 50. عمل نظام ترقيم المباني بالمثل على الجانب الشرقي قبل إضافة ماديسون وليكسينغتون أفينيوز إلى شبكة الشوارع المنصوص عليها في خطة المفوّضين لعام 1811. وعلى عكس الطرق الأُخرى لا تزداد عناوين الشوارع بين الغرب والشرق إلى المائة التالية إلى الشرق من ماديسون وليكسينغتون أفينيوز.
يتغير لقب «أغلى شارع في العالم» اعتمادًا على تقلبات العملة والظروف الاقتصاديَّة المحليَّة من سنة إلى أخرى. ولعدة سنواتٍ بدءًا من منتصف التسعينات تمَّ تصنيف منطقة التسوق الواقعة بين شارعي 49 و57 على أنَّها تضم أغلى أماكن البيع بالتجزئة في العالم على أساس التكلفة لكل قدم مربع. وفي عام 2008 صَنَّفت مجلّة فوربس الجادة الخامسة على أنَّها أغلى شارع في العالم. حيثُ توجد أكثر العقارات المرغوبة في التجمع الخامس هي البنتهاوس التي تطفو فوق المباني.
جمعت جمعية التخطيط الأمريكيَّة (APA) قائمة «الأماكن العظيمة في أمريكا لعام 2012» وأعلنت أنَ الشارع الخامس هو أحد أعظم الشوارع التي يُمكن زيارتها في أمريكا، حيثُ يحتوي هذا الشارع التاريخيّ على العديد من المتاحف والشركات والمتاجر ذات الشهرة العالميَّة والمتنزهات والشقق الفاخرة والمعالم التاريخيَّة التي تذكرنا بتاريخها ورؤيتها للمستقبل. وبحلول عام 2018 كانت أجزاء من الجادة الخامسة بها أعداد كبيرة من واجهات المتاجر الشاغرة لفترات طويلة، وهو جزء من اتجاه على مستوى المدينة لواجهات المتاجر الشاغرة التي تُعزى إلى ارتفاع تكاليف الإيجار.

### نمط حركة المرور
يحمل «فيفث أفينيو» من شارع 142 إلى شارع 135 اتجاهين، ومن شارع 143 إلى شارع 142 اتجاه واحد باتجاه الجنوب، ومن شارع 135 إلى واشنطن سكوير نورث. وقد تمَّ تحويل حركة المرور باتجاه واحد للجنوب في شارع 135 في 14 يناير 1966، وفي ذلك الوقت تمَّ تغيير ماديسون أفينيو إلى اتجاه واحد باتجاه أعلى المدينة (شمالًا). ومن شارع 124 إلى شارع 120، يتم قطع الجادة الخامسة بواسطة Marcus Garvey Park، معَ تحويل حركة المرور المتجه جنوباً حول الحديقة عبر مونت موريس بارك [الإنجليزية].

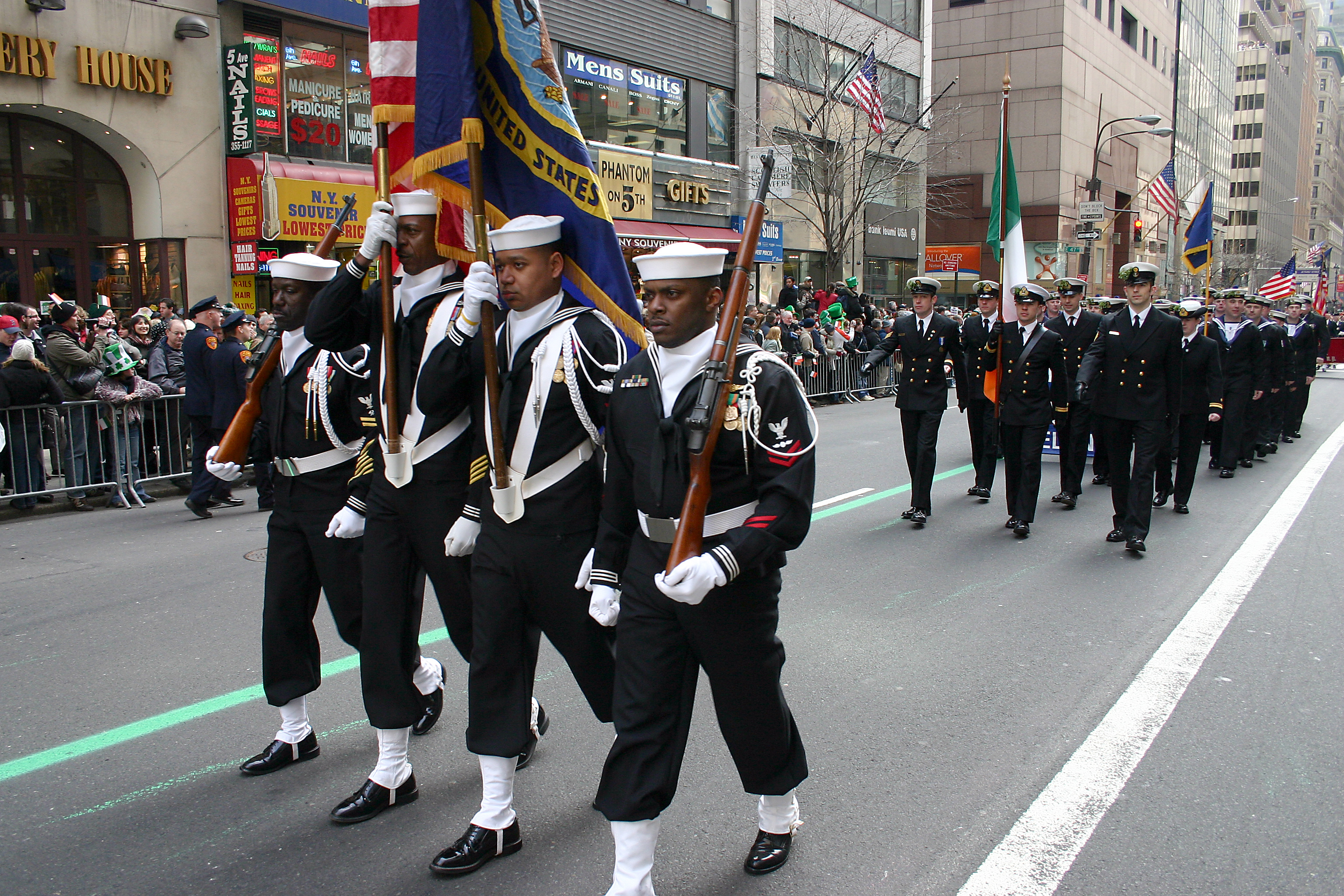
أعضاء الحرس الملون التابع لمركز الاحتياطي البحري في برونكس يسيرون في الجادة الخامسة في العرض السنوي 244 لعيد القديس باتريك بمدينة نيويورك

#### طريق العرضُ
فيفث أفينيو هو الطريق التقليديّ للعديد من المسيرات الاحتفالية في مدينة نيويورك، حيثُ يتم إغلاقه أمام حركة المرور في أيام الأحد العديدة في الطقس الدافئ، ويُعدُّ موكب عيد القديس باتريك السنوي أطول موكب جاري، وتختلفُ المَسيرات التي تقام عن «مسيرات الشريط» التي تقام في «كانيون الأبطال» في برودواي السفلي، ومسيرة عيد الشكر في Macy's التي أُقيمت في برودواي في الجانب الغربي الشمالي لمنهاتن في وسط المدينة إلى هيرالد سكوير. وعادة ما تنطلق مسيرات الجادة الخامسة من الجنوب إلى الشمال، باستثناءِ مسيرة LGBT Pride March التي تمتد من الشمال إلى الجنوب لتنتهي في قرية غرينتش. وتدور أحداث الكتاب الأدبي الكلاسيكي للكاتبة النيويوركية جيانينا براشي، بعنوان «إمْبِرَاطُورِيَّة الأحلام» في موكب يوم بورتوريكو في الجادة الخامسة.

#### طريق الدرَّاجات
يتراوح أماكن ركوب الدرَّاجات في الجادة الخامسة من الفصل معَ ممر للدراجات جنوب شارع 23 إلى المناظر الخلابة على طول سنترال بارك، إلى ميدتاون معَ حركة مرور كثيفة للغاية خِلال ساعات الذروة، ولا يوجد ممر مخصص للدراجات على طول مُعظم الجادة الخامسة. وقد أُضيف ممر محمي للدراجات جنوب شارع 23 في عام 2017،  وأُعلن عن ممر محمي آخر لحركة مرور الدرَّاجات ثنائية الاتجاه بين الشارعين 110 و120 في عام 2020.
في يوليو 1987 اقترح عمدة مدينة نيويورك آنذاك إدوارد كوخ حظر ركوب الدرَّاجات في شارع فيفث وبارك وماديسون أفنيوز خِلال أيام الأسبوع، لكنّ العديد من راكبي الدرَّاجات احتجوا وألغي الحظر، وعندما بدأت المُحاكمة في 24 أغسطس 1987 لمدَّة 90 يومًا لحظر راكبي الدرَّاجات من هذه الطرق الثلاثة من شارع 31 ستريت إلى شارع 59 بين الساعة 10 صباحًا و4 مساءً في أيام الأسبوع، دون حظر الدرَّاجات البخارية. وفي 31 أغسطس / آب 1987 أوقف قاضي محكمة الاستئناف بالولاية الحظر لمدَّة أسبوع على الأقل بانتظار صدور حُكِمَ بعدَ أنَ رفع المُعارضون ضدَّ الحظر دعوى قضائية.

### وسائل النقل العامَّة
فيفث أفينيو هو أحد الشوارع الرئيسيَّة القليلة في مانهاتن التي لا تعمل فيها عربات الترام، وقدم فيفث أفينيو خدمة "Coach" أكثر أناقة بضعف الأجرة، حيثُ تمَّ تشغيل الحافلات ذات الطابقين من قبل شركة Fifth Avenue Coach حتَّى عام 1953، ومرة أُخرى بواسطة عمليات الحافلات الإقليميَّة MTA من 1976 إلى 1978. واليوم يتم توفير خدمة الحافلات المحليَّة على طول الجادة الخامسة من خِلال حافلات MTA وM2 وM3 وM4. ويُعمَل M5 وQ32 أيضًا في الجادة الخامسة في وسط المدينة، بينما يعمل M55 على الجادة الخامسة جنوب شارع 44، وتعملُ العديد من الحافلات السريعة من بروكلين وبرونكس وستاتين آيلاند أيضًا على طول الجادة الخامسة.

## أسماءُ مستعارة

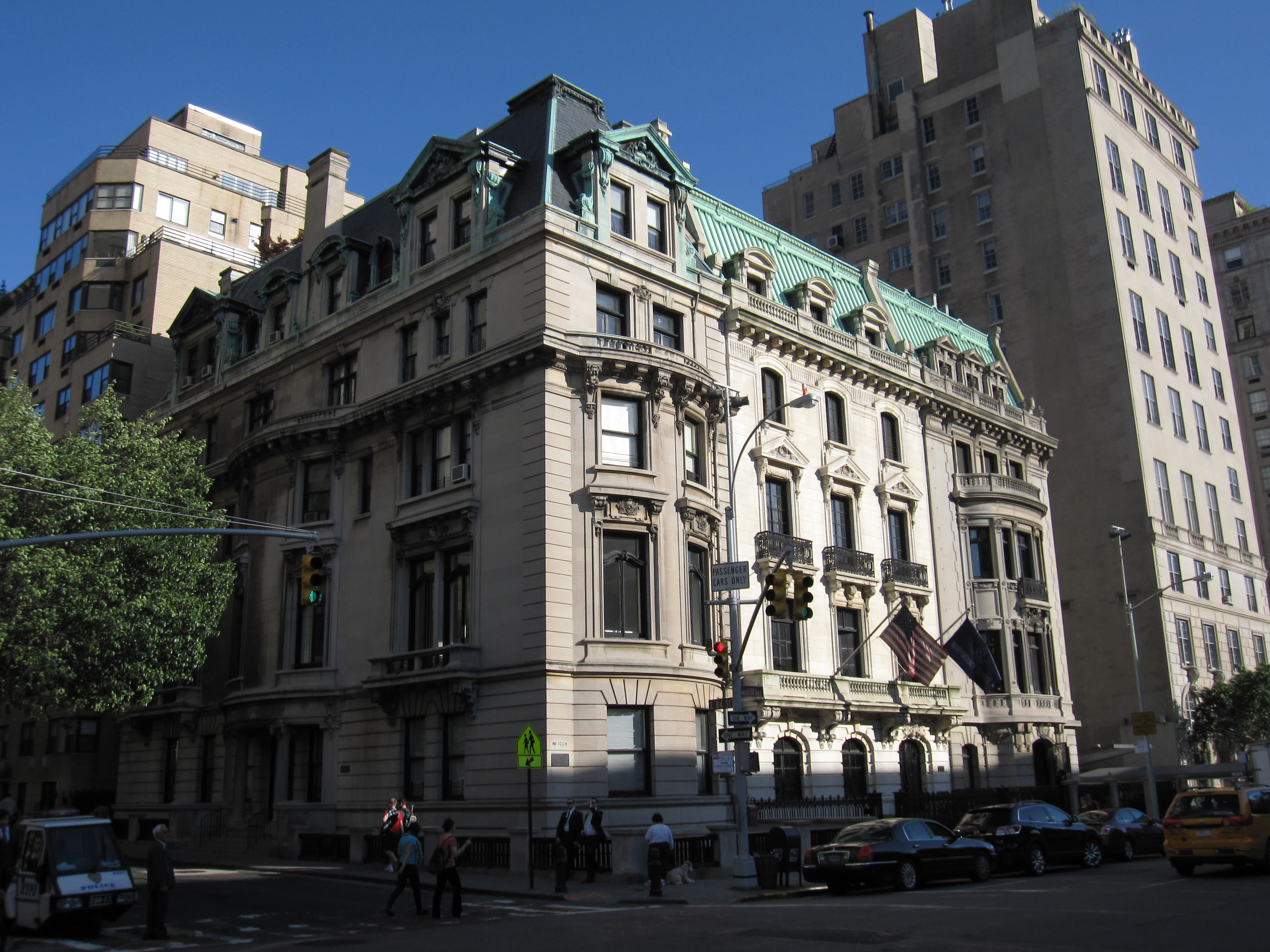
أحد القصور القليلة المتبقية في صف المليونير في الجادة الخامسة 1026-1028

في أواخر القرن التاسع عشر بدأَ أثرياء نيويورك ببناء القصور على امتداد الجادة الخامسة بين شارع 59 وشارع 96 حيثُ تطل على سنترال بارك، وبحلول أوائل القرن العشرين أطلق على هذا الجزء من الجادة الخامسة لقب «صف المليونير» معَ وجود قصور مثل السيدة، وتشمل مداخل سنترال بارك على طول هذا الامتداد بوَّابة المخترع في شارع 72، وَالتي تتيح الوصول إلى محركات النقل في المنتزه، وبوابة المُهندسين في شارع 90، وَالتي تستخدم في الفروسية.
حدثُ تغيير بارز في الجادة الخامسة في عام 1916، عندما هدم قصر الزاوية الكبير في شارع 72 وشارع فيفث أفينيو الذي أقامه «جيمس أ.بوردين جونيور» في عام 1893 أول قصر خاص في الجادة الخامسة فوق شارع 59 لإفساح المجال أمام منزل سكني كبير، حيثُ بدأَ المبنى الواقع في 907 فيفث أفينيو يتكون من 12 طابقًا حول المحكمة المركزية، معَ شقتين في كلّ طابق.
في يناير 1922 ردت المدينة على الشكاوى المتعلّقة بالاستبدال المستمر لقصور الجادة الخامسة بالمباني السكنية عن طريق تقييد ارتفاع المباني المستقبليَّة إلى 75 قدم (23 م)، وهو حوالي نصف ارتفاع مبنى سكني من عشرة طوابق. ورفع المهندس المعماريّ JER Carpenter دعوى ضدَّ المدينة وفاز بحكم بإلغاء تقييد الارتفاع في عام 1923، وجادل المهندس كاربنتر بأنَّ «الجادة ستتحسن بشكلٍ كبير في المظهر عندما تحل الشقق الفاخرة محل القصور القديمة.» ولاحقاً تمَّ هدم القصور القديمة واستبدالها بمباني سكنية، بِقيادة المستثمرين العقاريين بنجامين فينتر وفريدريك براون.
تحتوي المنطقة على العديد من المباني السكنية البارزة، بما في ذلك 810 Fifth Avenue وPark Cinq وَالتي بني العديد منها في عشرينيّات القرن الماضي من قبل المُهندسين المعماريّين مثل Rosario Candela وJER Carpenter، وفي الحرب العالمية الثانية تحطمت واجهات عدد قليل جدًا من الهياكل المبنية بالحجر الجيري، ولا سيما متحف سولومون غاغينهايم الواقع بين شارعي 88 و89.

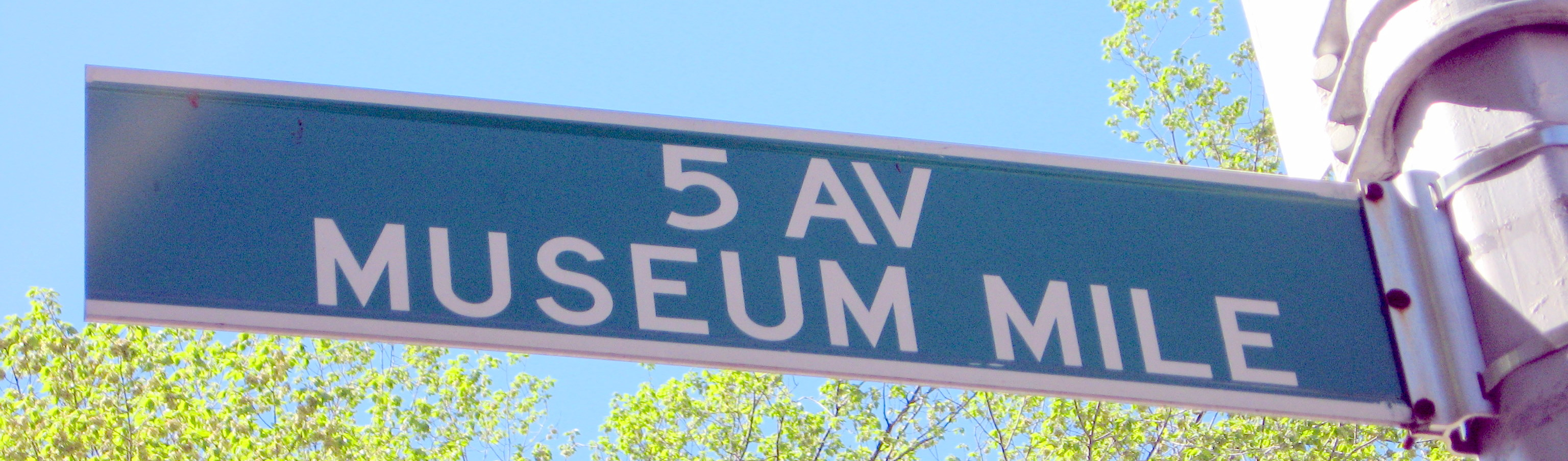
علامة شارع متحف مايل

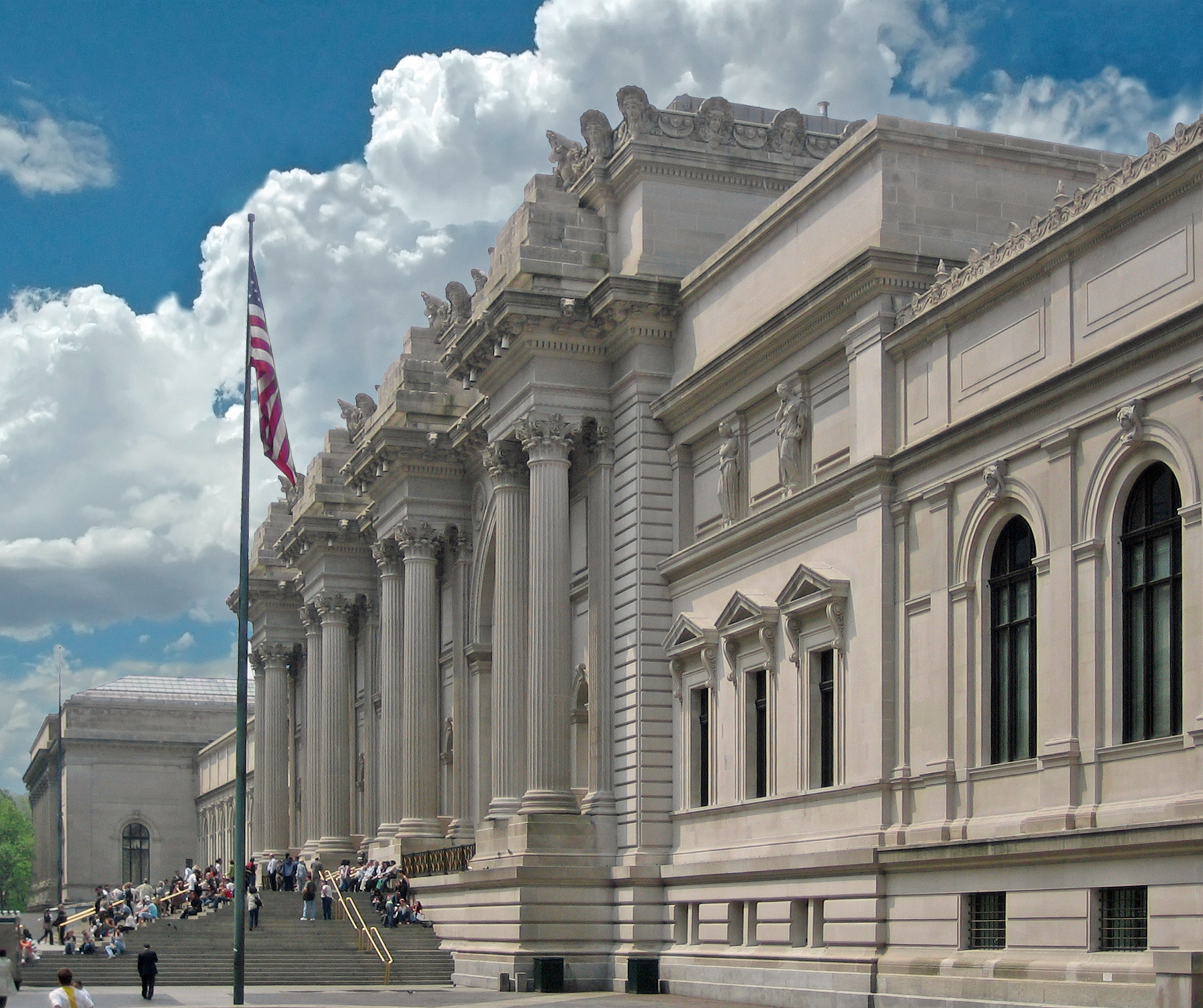
متحف المتروبوليتان للفنون

### متحف ميل
متحف ميل (بالإنجليزية: Museum Mile)‏ هو اسم أحد أقسام الشارع الخامس يمتد من الشارع 82 إلى 110 في الجانب الشرقي العلوي،  في منطقة تُسمى أحيانًا «تلة كارنيجي العليا». ويُعدُّ الميل الذي يحتوي على واحد من أكثر العروض الثقافيَّة كثافة في العالم، أطول من ميل واحد بواقع 1.6 كم. حيثُ تحتل تسعة متاحف طول هذا القسم من التجمع الخامس. وأنظم متحف الفن الأفريقي إلى المجمُوعة في عام 2009 الواقع في شارع 110، وهو أول متحف جديد تمَّ تشييده منذُ تشييد متحف سولومون غاغينهايم في عام 1959،  وتمَّ افتتاحه في أواخر عام 2012.
تتعاون المتاحف في مهرجان ميوزيوم مايل السنوي للترويج للمتاحف وزيادة الزيارات،  حيثُ يقام مهرجان متحف مايل التقليديّ في الثُلاثاء الثاني من شهر يونيو من الساعة 6 إلى 9 مساءً، وقد أسس المهرجان في عام 1979 لزيادة الوعي العام بالمؤسسات الأعضاء فيها وتعزيز الدعم العام للفنون في مدينة نيويورك. أُقيمَ المهرجان الأول في 26 يونيو 1979. وتفتح المتاحف التسعة للجمهور في ذلك المساء مجانًا، وتُقدَّمُ العديد من المتاحف المُشاركة أنشطة فنية في الهواء الطلق للأطفال وموسيقى حية وفناني الشوارع. وخلال الحدث يتم إغلاق الجادة الخامسة أمام حركة المرور.
المتاحف الموجُودة على الميل:
- شارع 110 - مركز أفريقيا [46]
- شارع 105 - متحف ديل باريو
- شارع 103 - متحف مدينة نيويورك
- شارع 92 - المتحف اليهودي
- شارع 91 - كوبر هيويت، متحف سميثسونيان للتصميم (جزء من معهد سميثسونيان)
- شارع 89 - متحف الأكاديميّة الوطنيَّة ومدرسة الفنون الجميلة
- شارع 88 - متحف سولومون آر غوغنهايم
- شارع 86 - نيو جاليري نيويورك
- شارع 82 - متحف المتروبوليتان للفنون

يقع Henry Clay Frick House عند زاوية الجادة الخامسة وشارع 70 باتجاه الجنوب الذي يُضمُّ معرض فريك.

## المعالم التاريخيَّة
تحتوي المباني في الجادة الخامسة على واحدة من عدَّة أنواع من تعيينات المعالم الرسمية:
- لجنة الحفاظ على معالم مدينة نيويورك هي وكالة مدينة نيويورك المسؤولة عن تحديد وتعيين معالم المدينة والمباني في المناطق التاريخيَّة بالمدينة، ويُمكن تصنيف معالم مدينة نيويورك (NYCL) في مجموعة من عدَّة مجموعات: معالم فرديّة (خارجية) وداخلية وخلابة.[48]
- السجل الوطني للأماكن التاريخية (NRHP) هو القائمة الرسميَّة للحكومة الفيدراليَّة للولايات المتَّحدة للمقاطعات والمواقع والمباني والهياكل والأشياء التي تُعتبر جديرة بالحفظ لِأهميَّتها التاريخية.[49]
- يركز المعلم التاريخي الوطني (NHL) على الأماكن ذات الأهمية في التاريخ الأمريكيّ أو الهندسة المعماريّة أو الهندسة أو الثقافة؛ جميع مواقع NHL موجودة أيضًا على NRHP.[50]
- تمَّ تصنيف مواقع التراث العالمي من قبل اليونسكو على أنَّها ذات أهمية ثقافية أو تاريخيَّة أو علمية أو أي شكل آخر من الأشكال، وهي محمية قانونًا بموجب المُعاهدات الدولية.[51]

### المعالم الفردية
قائمة بالمواقع في الجادة الخامسة،  لم يتم ذكر المناطق التاريخيَّة في هذا الجدول، وهي مذكورة في #المناطق التاريخية. ولا يتم تضمين المباني داخل المناطق التاريخية.
| قائمة المعالم الفردية في الجادة الخامسة (نيويورك) | قائمة المعالم الفردية في الجادة الخامسة (نيويورك) | قائمة المعالم الفردية في الجادة الخامسة (نيويورك) | قائمة المعالم الفردية في الجادة الخامسة (نيويورك) | قائمة المعالم الفردية في الجادة الخامسة (نيويورك) | قائمة المعالم الفردية في الجادة الخامسة (نيويورك) | قائمة المعالم الفردية في الجادة الخامسة (نيويورك) | قائمة المعالم الفردية في الجادة الخامسة (نيويورك) |
| --- | ------------------------------------------------- | ------------------------------------------------- | ------------------------------------------------- | ------------------------------------------------- | ------------------------------------------------- | ------------------------------------------------- | ------------------------------------------------- |
| \| الاسم \| الصورة \| العنوان \| الشارع \| NHL \| NRHP \| NYCL \| ملاحظات \| \| ------------------------------------------------------------------------------------------------------------ \| ------ \| ------------------------------ \| --------------------- \| --- \| ---- \| ---------------------- \| -------------------------------------------- \| \| 369th Regiment Armory \| \| الجادة الخامسة 2366 \| شوارع 142–143 \| \| نعم \| الشكل الخارجي \| [54][55] \| \| St. Andrew's Church [الإنجليزية]‏ \| \| الجادة الخامسة 2067 \| شارع 127 \| \| نعم \| الشكل الخارجي \| [54][56] \| \| برج مراقبة النار هارلم [الإنجليزية]‏ \| \| ماركوس غارفي بارك [الإنجليزية]‏ \| شارع 122 \| \| نعم \| الشكل الخارجي \| [54][57] \| \| سنترال بارك \| \| — \| شوارع 60–110 \| نعم \| نعم \| معلم خلاب \| [53][54][58] \| \| متحف مدينة نيويورك \| \| الجادة الخامسة 1220–1227 \| شوارع 103–104 \| \| \| الشكل الخارجي \| [59] \| \| ويلارد دي البيت المستقيم [الإنجليزية]‏ \| \| الجادة الخامسة 1130 \| شارع 94 \| \| \| الشكل الخارجي \| [59] \| \| فيليكس إم واربورغ هاوس [الإنجليزية]‏ \| \| الجادة الخامسة 1109 \| شارع 92 \| \| نعم \| الشكل الخارجي \| [54][60] \| \| أوتو إتش كان هاوس [الإنجليزية]‏ \| \| 1 شرق / شارع 91 \| شارع 91 \| \| \| الشكل الخارجي \| [61] \| \| قصر أندرو كارنيجي [الإنجليزية]‏ \| \| 2 شرق / شارع 91 \| شارع 91 \| \| نعم \| الشكل الخارجي \| [54][62] \| \| متحف سولومون غاغينهايم \| \| الجادة الخامسة 1009 \| شارع 82 \| نعم \| نعم \| الشكل الخارجي والداخلي \| عين أيضا موقع تراث عالمي[53][54][63][64][65] \| \| ديوك ريزيدنس [الإنجليزية] \| \| الجادة الخامسة 1009 \| شارع 82 \| \| نعم \| الشكل الخارجي \| [54][66] \| \| متحف المتروبوليتان للفنون \| \| الجادة الخامسة 1000 \| شوارع 80–84 \| نعم \| نعم \| الشكل الخارجي والداخلي \| [53][54][67][68] \| \| 998 Fifth Avenue \| \| الجادة الخامسة 998 \| شارع 81 \| \| \| الشكل الخارجي \| [69] \| \| باين ويتني هاوس [الإنجليزية]‏ \| \| الجادة الخامسة 972 \| شوارع 78–79، ميد بلوك \| \| \| الشكل الخارجي \| [70] \| \| جيمس بي ديوك هاوس [الإنجليزية]‏ \| \| 1 شرق / شارع 78 \| شارع 78 \| \| نعم \| الشكل الخارجي \| [54][71] \| \| منزل إدوارد إس. هاركنيس [الإنجليزية]‏ \| \| 1 شرق / شارع 75 \| شارع 75 \| \| \| الشكل الخارجي \| [72] \| \| هنري كلاي فريك هاوس [الإنجليزية]‏ \| \| 1 شرق / شارع 70 \| شارع 70 \| نعم \| نعم \| الشكل الخارجي \| [53][54][73] \| \| منزل روبرت ليفينغستون بيكمان [الإنجليزية] \| \| الجادة الخامسة 854 \| شوارع 66–67، ميد بلوك \| \| \| الشكل الخارجي \| [74] \| \| Knickerbocker Club \| \| 2 شرق / شارع 62 \| شارع 62 \| \| \| الشكل الخارجي \| [75] \| \| نادي متروبوليتان [الإنجليزية] \| \| 2 شرق / شارع 60 \| شارع 60 \| \| \| الشكل الخارجي \| [76] \| \| Grand Army Plaza [الإنجليزية]‏ \| \| \| شوارع 58–60 \| \| \| معلم خلاب \| [58] \| \| The Sherry-Netherland Sidewalk Clock \| \| 783 Fifth Avenue [الإنجليزية]‏ \| شارع 59 \| \| نعم \| \| [54] \| \| فندق بلازا \| \| الجادة الخامسة 768 \| شوارع 58–59 \| نعم \| نعم \| الشكل الخارجي والداخلي \| [53][54][77][78] \| \| بيرجدورف جودمان [الإنجليزية]‏ \| \| الجادة الخامسة 754 \| شوارع 57–58 \| \| \| الشكل الخارجي \| [79] \| \| مبنى كوتي [الإنجليزية]‏ \| \| الجادة الخامسة 714 \| شوارع 55–56، ميد بلوك \| \| \| الشكل الخارجي \| [80] \| \| 712 Fifth Avenue \| \| الجادة الخامسة 712 \| شوارع 55–56، ميد بلوك \| \| \| الشكل الخارجي \| [81] \| \| بينينسيولا نيويورك \| \| الجادة الخامسة 696 \| شارع 55 \| \| \| الشكل الخارجي \| [82] \| \| سانت ريجيس نيويورك [الإنجليزية]‏ \| \| الجادة الخامسة 693 \| شارع 55 \| \| \| الشكل الخارجي \| [83] \| \| مبنى إيوليان (الجادة الخامسة 689) [الإنجليزية] \| \| الجادة الخامسة 689 \| شارع 54 \| \| \| الشكل الخارجي \| [84] \| \| نادي جامعة نيويورك [الإنجليزية]‏ \| \| 1 West 54th Street \| شارع 54 \| \| \| الشكل الخارجي \| [85] \| \| Saint Thomas Church [الإنجليزية]‏ \| \| Corner \| 1 غرب شارع 53 \| \| \| الشكل الخارجي \| [86] \| \| مصنع مورتون إف ومنزل إدوارد هولبروك \| \| الجادة الخامسة 653 \| شارع 52 \| \| نعم \| الشكل الخارجي \| [54][87] \| \| المنازل في 647 و651-53 و4 شرق / شارع 52 \| \| الجادة الخامسة 647، و651 \| شارع 52 \| \| نعم \| \| [54] \| \| مركز روكفلر (يتضمن :مبنى الإمبراطورية البريطانية [الإنجليزية]‏ La Maison Francaise المبنى الدولي [الإنجليزية]‏ \| \| 1–75 Rockefeller Plaza \| شوارع 49–51 \| نعم \| نعم \| مجمع \| [53][54][88] \| \| St. Patrick's Cathedral [الإنجليزية] \| \| شارع ماديسون 460 \| شوارع 50–51 \| نعم \| نعم \| الشكل الخارجي \| [53][54][89] \| \| عمارة ساكس فيفث افينيو [الإنجليزية] \| \| الجادة الخامسة 611 \| شوارع 49–50 \| \| \| الشكل الخارجي \| [90] \| \| Goelet (Swiss Center) Building \| \| الجادة الخامسة 608 \| شوارع 49–50 \| \| \| الشكل الخارجي والداخلي \| [91][92] \| \| مبنى أبناء تشارلز سكريبنر [الإنجليزية]‏ \| \| الجادة الخامسة 597 \| شارع 48 \| \| \| الشكل الخارجي والداخلي \| [93][94] \| \| Fred F. French Building \| \| الجادة الخامسة 551 \| شارع 45 \| \| نعم \| الشكل الخارجي والداخلي \| [95][54][96] \| \| ساعة الرصيف 522 التجمع الخامس [الإنجليزية] \| \| الجادة الخامسة 522 \| شارع 44 \| \| نعم \| موضوع \| [54][97] \| \| مبنى شركة ثقة المصنعين [الإنجليزية]‏ \| \| الجادة الخامسة 510 \| شارع 43 \| \| \| خارجي وداخلي جزئي \| [98][99] \| \| 500 Fifth Avenue \| \| الجادة الخامسة 500 \| شارع 42 \| \| \| الشكل الخارجي \| [100] \| \| الفرع الرئيسي لمكتبة نيويورك العامة [الإنجليزية]‏ \| \| الجادة الخامسة 476 \| شوارع 40–42 \| نعم \| نعم \| خارجي وداخلي جزئي \| [53][54][101][102][103] \| \| Knox Building [الإنجليزية] \| \| الجادة الخامسة 452 \| شارع 40 \| \| نعم \| الشكل الخارجي \| [54][104] \| \| مبنى لورد وتايلور [الإنجليزية]‏ \| \| الجادة الخامسة 424 \| شارع 38 \| \| \| الشكل الخارجي \| [105] \| \| مبنى ستيوارت وشركاه [الإنجليزية] \| \| الجادة الخامسة 402 \| شارع 37 \| \| \| الشكل الخارجي \| [106] \| \| مبنى تيفاني وشركاه [الإنجليزية]‏ \| \| الجادة الخامسة 401 \| شارع 37 \| \| نعم \| الشكل الخارجي \| [54][107] \| \| 390 Fifth Avenue \| \| الجادة الخامسة 390 \| شارع 36 \| \| \| الشكل الخارجي \| [108] \| \| B. Altman and Company Building \| \| الجادة الخامسة 355–371 \| شوارع 34–35 \| \| \| نعم \| [109] \| \| مبنى إمباير ستيت \| \| الجادة الخامسة 350 \| شوارع 33–34 \| نعم \| نعم \| خارجي وداخلي جزئي \| [53][54][110][111] \| \| ويلبراهام [الإنجليزية]‏ \| \| الجادة الخامسة 284 \| شارع 30 \| \| نعم \| الشكل الخارجي \| [54][112] \| \| الكنيسة الجماعية الرخامية [الإنجليزية]‏ \| \| الجادة الخامسة 272 \| شارع 29 \| \| نعم \| الشكل الخارجي \| [54][113] \| \| ساعة الرصيف 200 التجمع الخامس [الإنجليزية] \| \| الجادة الخامسة 200 \| شارع 24 \| \| نعم \| موضوع \| [54][114] \| \| مبنى فلاتيرون \| \| الجادة الخامسة 173–185 \| شوارع 22–23 \| نعم \| نعم \| الشكل الخارجي \| [53][54][115] \| \| مبنى سكريبنر [الإنجليزية]‏ \| \| الجادة الخامسة 153–157 \| شوارع 21–22، ميد بلوك \| \| نعم \| الشكل الخارجي \| [54][116] \| \| Salmagundi Club \| \| الجادة الخامسة 47 \| شوارع 11–12، ميد بلوك \| \| نعم \| الشكل الخارجي \| [54][117] \| |                                                   |                                                   |                                                   |                                                   |                                                   |                                                   |                                                   |
| الاسم | الصورة                                            | العنوان                                           | الشارع                                            | NHL                                               | NRHP                                              | NYCL                                              | ملاحظات                                           |
| 369th Regiment Armory |                                                   | الجادة الخامسة 2366                               | شوارع 142–143                                     |                                                   | نعم                                               | الشكل الخارجي                                     | [ 54 ] [ 55 ]                                     |
| St. Andrew's Church ‏ |                                                   | الجادة الخامسة 2067                               | شارع 127                                          |                                                   | نعم                                               | الشكل الخارجي                                     | [ 54 ] [ 56 ]                                     |
| برج مراقبة النار هارلم ‏ |                                                   | ماركوس غارفي بارك ‏                                | شارع 122                                          |                                                   | نعم                                               | الشكل الخارجي                                     | [ 54 ] [ 57 ]                                     |
| سنترال بارك |                                                   | —                                                 | شوارع 60–110                                      | نعم                                               | نعم                                               | معلم خلاب                                         | [ 53 ] [ 54 ] [ 58 ]                              |
| متحف مدينة نيويورك |                                                   | الجادة الخامسة 1220–1227                          | شوارع 103–104                                     |                                                   |                                                   | الشكل الخارجي                                     | [ 59 ]                                            |
| ويلارد دي البيت المستقيم ‏ |                                                   | الجادة الخامسة 1130                               | شارع 94                                           |                                                   |                                                   | الشكل الخارجي                                     | [ 59 ]                                            |
| فيليكس إم واربورغ هاوس ‏ |                                                   | الجادة الخامسة 1109                               | شارع 92                                           |                                                   | نعم                                               | الشكل الخارجي                                     | [ 54 ] [ 60 ]                                     |
| أوتو إتش كان هاوس ‏ |                                                   | 1 شرق / شارع 91                                   | شارع 91                                           |                                                   |                                                   | الشكل الخارجي                                     | [ 61 ]                                            |
| قصر أندرو كارنيجي ‏ |                                                   | 2 شرق / شارع 91                                   | شارع 91                                           |                                                   | نعم                                               | الشكل الخارجي                                     | [ 54 ] [ 62 ]                                     |
| متحف سولومون غاغينهايم |                                                   | الجادة الخامسة 1009                               | شارع 82                                           | نعم                                               | نعم                                               | الشكل الخارجي والداخلي                            | عين أيضا موقع تراث عالمي                          |
| ديوك ريزيدنس [الإنجليزية] |                                                   | الجادة الخامسة 1009                               | شارع 82                                           |                                                   | نعم                                               | الشكل الخارجي                                     | [ 54 ] [ 66 ]                                     |
| متحف المتروبوليتان للفنون |                                                   | الجادة الخامسة 1000                               | شوارع 80–84                                       | نعم                                               | نعم                                               | الشكل الخارجي والداخلي                            | [ 53 ] [ 54 ] [ 67 ] [ 68 ]                       |
| 998 Fifth Avenue |                                                   | الجادة الخامسة 998                                | شارع 81                                           |                                                   |                                                   | الشكل الخارجي                                     | [ 69 ]                                            |
| باين ويتني هاوس ‏ |                                                   | الجادة الخامسة 972                                | شوارع 78–79، ميد بلوك                             |                                                   |                                                   | الشكل الخارجي                                     | [ 70 ]                                            |
| جيمس بي ديوك هاوس ‏ |                                                   | 1 شرق / شارع 78                                   | شارع 78                                           |                                                   | نعم                                               | الشكل الخارجي                                     | [ 54 ] [ 71 ]                                     |
| منزل إدوارد إس. هاركنيس ‏ |                                                   | 1 شرق / شارع 75                                   | شارع 75                                           |                                                   |                                                   | الشكل الخارجي                                     | [ 72 ]                                            |
| هنري كلاي فريك هاوس ‏ |                                                   | 1 شرق / شارع 70                                   | شارع 70                                           | نعم                                               | نعم                                               | الشكل الخارجي                                     | [ 53 ] [ 54 ] [ 73 ]                              |
| منزل روبرت ليفينغستون بيكمان [الإنجليزية] |                                                   | الجادة الخامسة 854                                | شوارع 66–67، ميد بلوك                             |                                                   |                                                   | الشكل الخارجي                                     | [ 74 ]                                            |
| Knickerbocker Club |                                                   | 2 شرق / شارع 62                                   | شارع 62                                           |                                                   |                                                   | الشكل الخارجي                                     | [ 75 ]                                            |
| نادي متروبوليتان [الإنجليزية] |                                                   | 2 شرق / شارع 60                                   | شارع 60                                           |                                                   |                                                   | الشكل الخارجي                                     | [ 76 ]                                            |
| Grand Army Plaza ‏ |                                                   |                                                   | شوارع 58–60                                       |                                                   |                                                   | معلم خلاب                                         | [ 58 ]                                            |
| The Sherry-Netherland Sidewalk Clock |                                                   | 783 Fifth Avenue ‏                                 | شارع 59                                           |                                                   | نعم                                               |                                                   | [ 54 ]                                            |
| فندق بلازا |                                                   | الجادة الخامسة 768                                | شوارع 58–59                                       | نعم                                               | نعم                                               | الشكل الخارجي والداخلي                            | [ 53 ] [ 54 ] [ 77 ] [ 78 ]                       |
| بيرجدورف جودمان ‏ |                                                   | الجادة الخامسة 754                                | شوارع 57–58                                       |                                                   |                                                   | الشكل الخارجي                                     | [ 79 ]                                            |
| مبنى كوتي ‏ |                                                   | الجادة الخامسة 714                                | شوارع 55–56، ميد بلوك                             |                                                   |                                                   | الشكل الخارجي                                     | [ 80 ]                                            |
| 712 Fifth Avenue |                                                   | الجادة الخامسة 712                                | شوارع 55–56، ميد بلوك                             |                                                   |                                                   | الشكل الخارجي                                     | [ 81 ]                                            |
| بينينسيولا نيويورك |                                                   | الجادة الخامسة 696                                | شارع 55                                           |                                                   |                                                   | الشكل الخارجي                                     | [ 82 ]                                            |
| سانت ريجيس نيويورك ‏ |                                                   | الجادة الخامسة 693                                | شارع 55                                           |                                                   |                                                   | الشكل الخارجي                                     | [ 83 ]                                            |
| مبنى إيوليان (الجادة الخامسة 689) [الإنجليزية] |                                                   | الجادة الخامسة 689                                | شارع 54                                           |                                                   |                                                   | الشكل الخارجي                                     | [ 84 ]                                            |
| نادي جامعة نيويورك ‏ |                                                   | 1 West 54th Street                                | شارع 54                                           |                                                   |                                                   | الشكل الخارجي                                     | [ 85 ]                                            |
| Saint Thomas Church ‏ |                                                   | Corner                                            | 1 غرب شارع 53                                     |                                                   |                                                   | الشكل الخارجي                                     | [ 86 ]                                            |
| مصنع مورتون إف ومنزل إدوارد هولبروك |                                                   | الجادة الخامسة 653                                | شارع 52                                           |                                                   | نعم                                               | الشكل الخارجي                                     | [ 54 ] [ 87 ]                                     |
| المنازل في 647 و651-53 و4 شرق / شارع 52 |                                                   | الجادة الخامسة 647، و651                          | شارع 52                                           |                                                   | نعم                                               |                                                   | [ 54 ]                                            |
| مركز روكفلر (يتضمن :مبنى الإمبراطورية البريطانية ‏ La Maison Francaise المبنى الدولي ‏ |                                                   | 1–75 Rockefeller Plaza                            | شوارع 49–51                                       | نعم                                               | نعم                                               | مجمع                                              | [ 53 ] [ 54 ] [ 88 ]                              |
| St. Patrick's Cathedral [الإنجليزية] |                                                   | شارع ماديسون 460                                  | شوارع 50–51                                       | نعم                                               | نعم                                               | الشكل الخارجي                                     | [ 53 ] [ 54 ] [ 89 ]                              |
| عمارة ساكس فيفث افينيو [الإنجليزية] |                                                   | الجادة الخامسة 611                                | شوارع 49–50                                       |                                                   |                                                   | الشكل الخارجي                                     | [ 90 ]                                            |
| Goelet (Swiss Center) Building |                                                   | الجادة الخامسة 608                                | شوارع 49–50                                       |                                                   |                                                   | الشكل الخارجي والداخلي                            | [ 91 ] [ 92 ]                                     |
| مبنى أبناء تشارلز سكريبنر ‏ |                                                   | الجادة الخامسة 597                                | شارع 48                                           |                                                   |                                                   | الشكل الخارجي والداخلي                            | [ 93 ] [ 94 ]                                     |
| Fred F. French Building |                                                   | الجادة الخامسة 551                                | شارع 45                                           |                                                   | نعم                                               | الشكل الخارجي والداخلي                            | [ 95 ] [ 54 ] [ 96 ]                              |
| ساعة الرصيف 522 التجمع الخامس [الإنجليزية] |                                                   | الجادة الخامسة 522                                | شارع 44                                           |                                                   | نعم                                               | موضوع                                             | [ 54 ] [ 97 ]                                     |
| مبنى شركة ثقة المصنعين ‏ |                                                   | الجادة الخامسة 510                                | شارع 43                                           |                                                   |                                                   | خارجي وداخلي جزئي                                 | [ 98 ] [ 99 ]                                     |
| 500 Fifth Avenue |                                                   | الجادة الخامسة 500                                | شارع 42                                           |                                                   |                                                   | الشكل الخارجي                                     | [ 100 ]                                           |
| الفرع الرئيسي لمكتبة نيويورك العامة ‏ |                                                   | الجادة الخامسة 476                                | شوارع 40–42                                       | نعم                                               | نعم                                               | خارجي وداخلي جزئي                                 | [ 53 ] [ 54 ] [ 101 ] [ 102 ] [ 103 ]             |
| Knox Building [الإنجليزية] |                                                   | الجادة الخامسة 452                                | شارع 40                                           |                                                   | نعم                                               | الشكل الخارجي                                     | [ 54 ] [ 104 ]                                    |
| مبنى لورد وتايلور ‏ |                                                   | الجادة الخامسة 424                                | شارع 38                                           |                                                   |                                                   | الشكل الخارجي                                     | [ 105 ]                                           |
| مبنى ستيوارت وشركاه [الإنجليزية] |                                                   | الجادة الخامسة 402                                | شارع 37                                           |                                                   |                                                   | الشكل الخارجي                                     | [ 106 ]                                           |
| مبنى تيفاني وشركاه ‏ |                                                   | الجادة الخامسة 401                                | شارع 37                                           |                                                   | نعم                                               | الشكل الخارجي                                     | [ 54 ] [ 107 ]                                    |
| 390 Fifth Avenue |                                                   | الجادة الخامسة 390                                | شارع 36                                           |                                                   |                                                   | الشكل الخارجي                                     | [ 108 ]                                           |
| B. Altman and Company Building |                                                   | الجادة الخامسة 355–371                            | شوارع 34–35                                       |                                                   |                                                   | نعم                                               | [ 109 ]                                           |
| مبنى إمباير ستيت |                                                   | الجادة الخامسة 350                                | شوارع 33–34                                       | نعم                                               | نعم                                               | خارجي وداخلي جزئي                                 | [ 53 ] [ 54 ] [ 110 ] [ 111 ]                     |
| ويلبراهام ‏ |                                                   | الجادة الخامسة 284                                | شارع 30                                           |                                                   | نعم                                               | الشكل الخارجي                                     | [ 54 ] [ 112 ]                                    |
| الكنيسة الجماعية الرخامية ‏ |                                                   | الجادة الخامسة 272                                | شارع 29                                           |                                                   | نعم                                               | الشكل الخارجي                                     | [ 54 ] [ 113 ]                                    |
| ساعة الرصيف 200 التجمع الخامس [الإنجليزية] |                                                   | الجادة الخامسة 200                                | شارع 24                                           |                                                   | نعم                                               | موضوع                                             | [ 54 ] [ 114 ]                                    |
| مبنى فلاتيرون |                                                   | الجادة الخامسة 173–185                            | شوارع 22–23                                       | نعم                                               | نعم                                               | الشكل الخارجي                                     | [ 53 ] [ 54 ] [ 115 ]                             |
| مبنى سكريبنر ‏ |                                                   | الجادة الخامسة 153–157                            | شوارع 21–22، ميد بلوك                             |                                                   | نعم                                               | الشكل الخارجي                                     | [ 54 ] [ 116 ]                                    |
| Salmagundi Club |                                                   | الجادة الخامسة 47                                 | شوارع 11–12، ميد بلوك                             |                                                   | نعم                                               | الشكل الخارجي                                     | [ 54 ] [ 117 ]                                    |

### المناطق التاريخيَّة
هُناك العديد من المناطق التاريخيَّة التي يمر من خلالها الجادة الخامسة، وقد وصفت المباني في هذه المناطق في قسم #المعالم الفردية. والمناطق هي:
- منطقة كارنيجي هيل التاريخية: وهي منطقة تاريخيَّة في المدينة تغطي 400 مبنى، بشكلٍ أساسي على طول الجادة الخامسة من شارع 86 إلى شارع 98، وكذلك في الشوارع الجانبيّة المُمتَّدة شرقًا إلى ماديسون وبارك وليكسينغتون أفنيوز.[118] :3
- المنطقة التاريخيَّة لمتحف متروبوليتان: وهي منطقة تاريخيَّة في المدينة تتكون من عقارات بين شارعي 79 و86، خارج متحف متروبوليتان للفنون، فضلاً عن عقارات في عدَّة شوارع جانبية.[119] :2
- منطقة Upper East Side التاريخية: وهي مدينة تمتد من شارع 59 إلى شارع 78 على طول الجادة الخامسة، وحتَّى الجادة الثالثة في بعض النقاط.[120] :3 [121] :4
- منطقة ماديسون سكوير الشماليَّة التاريخية: وهي منطقة تاريخيَّة تغطي 96 مبنى من شارع 25 إلى شارع 29 حول برودواي، والجادة الخامسة، والشوارع الجانبية.[122]
- منطقة ليديز مايل هيستوريك ديستريكت: وهي منطقة بارزة في المدينة تغطي 440 مبنى من شارع 15 تقريبًا إلى شارع 24 ومن بارك أفينيو جنوبًا إلى غرب شارع سيكسث أفينيو.[123]
- منطقة Greenwich Village التاريخية: وهي منطقة تاريخيَّة في المدينة، تغطي الكثير من قرية Greenwich وتضُم جميع المباني تقريبًا في الجادة الخامسة جنوب الشارع 12.[124]

### أُخرى
تمَّ تسمية المبنى السكني التعاوني في «2 فيفث أفينيو» كمعلم ثقافي في نيويورك في 12 ديسمبر 2013 من قبل مركز المُحافظة التاريخيّ لاندمارك، باعْتِباره آخر سكن لعمدة مدينة نيويورك السابق إد كوتش.

## الاقتِصَاد

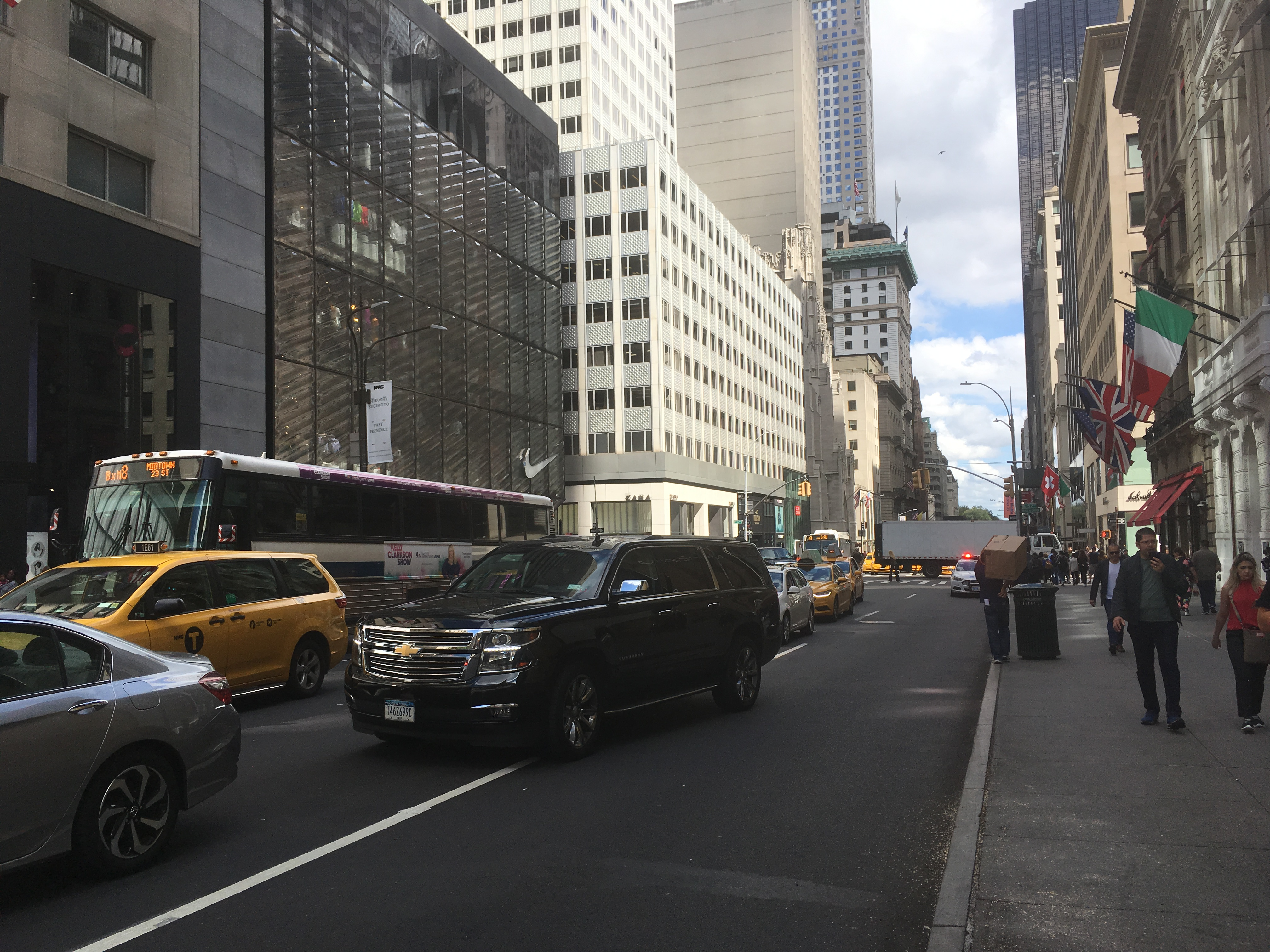
التجمع الخامس باتجاه الشمال من شارع 51. يحتوي هذا القسم من الشارع على العديد من البوتيكات والمتاجر الرئيسية.

تصطف متاجر مرموقة ومتاجر رئيسيَّة بين شارع 49 وشارع 60 من فيفث أفينيو، ويُصنّف باستمرارٍ من أغلى شوارع التسوق في العالم.
تقع العديد من محلات السلع الفاخرة، والأزياء، ومستلزمات العلامات التجارية الرياضية، في الجادة الخامسة بما في ذلك لويس فويتون، وتيفاني وشركاه، وغوتشي، وبرادا، وأرماني، وتومي هيلفيغر، وكارتييه، وأوميغا، وشانيل، وهاري وينستون، وسلفاتوري فيراغامو، ونايك، وإسكادا، ورولكس وبولغاري وEmilio Pucci وErmenegildo Zegna وAbercrombie Fitch وHollister Co، ودي بيرز وEmanuel Ungaro وجاب وفيرزاتشي وLindt Chocolate Shop وHenri Bendel ومتجر إن بي إيه وOxxford Clothes ومتجر مايكروسوفت وسيفورا وTourneau وWempe. وتشمل المحلات التجاريَّة الفاخرة ساكس فيفث أفينيو وبرجدورف جودمان. وتُعد الجادة الخامسة موطن خامس أكثر مبنى مصورًا في نيويورك متجر آبل.
كانَ للعديد من شركات الطيران في وقتٍ واحد مكاتب لبيع التذاكر على طول الجادة الخامسة، وفي السنوات التي سبقت عام 1992 انخفض عدد مكاتب بيع التذاكر على طول الجادة الخامسة. حيثُ توقفت خطوط بان أمريكان العالمية عن العمل، في حين نقلت الخطوط الجوية الملكية الهولندية والخطوط الجوية الفرنسية، وفين إير، والخطوط الجوية الملكية الهولندية مكاتب التذاكر إلى مناطق أُخرى في وسط مانهاتن.

## معرض صور

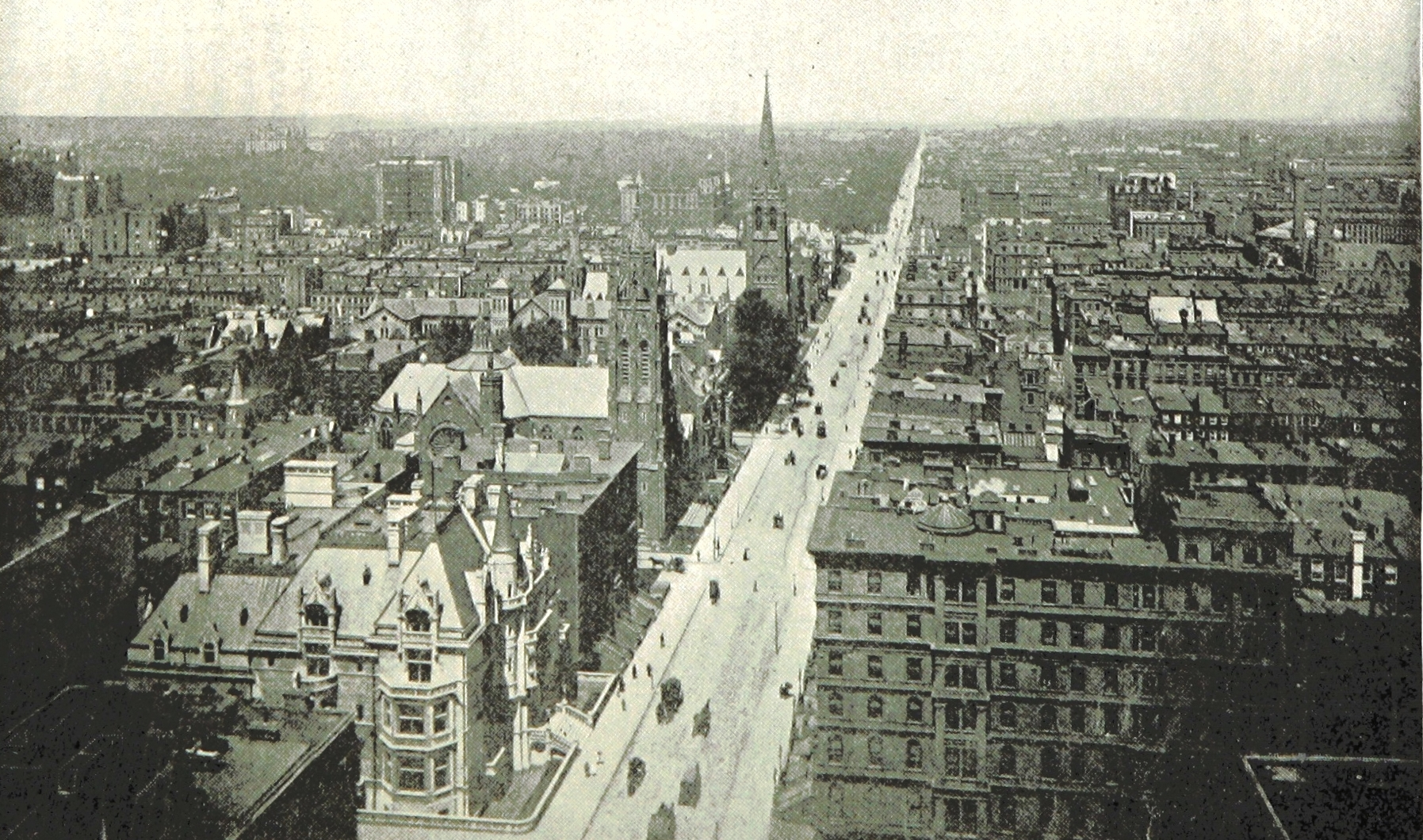
منظر عين الطائر باتجاه الشمال من شارع 51 ج. 1893
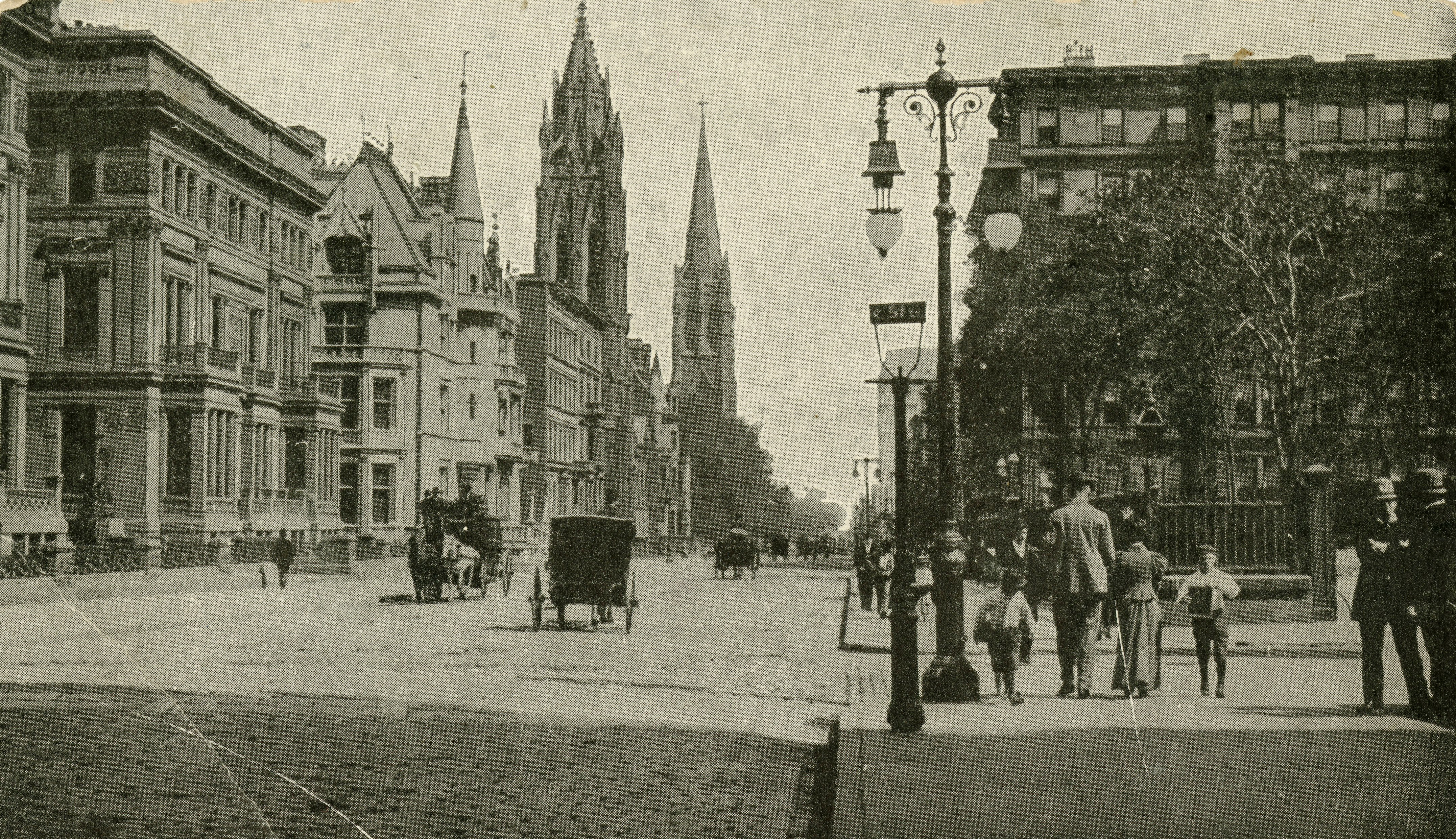
منظر الشارع باتجاه الشمال من شارع 51 ج. 1895
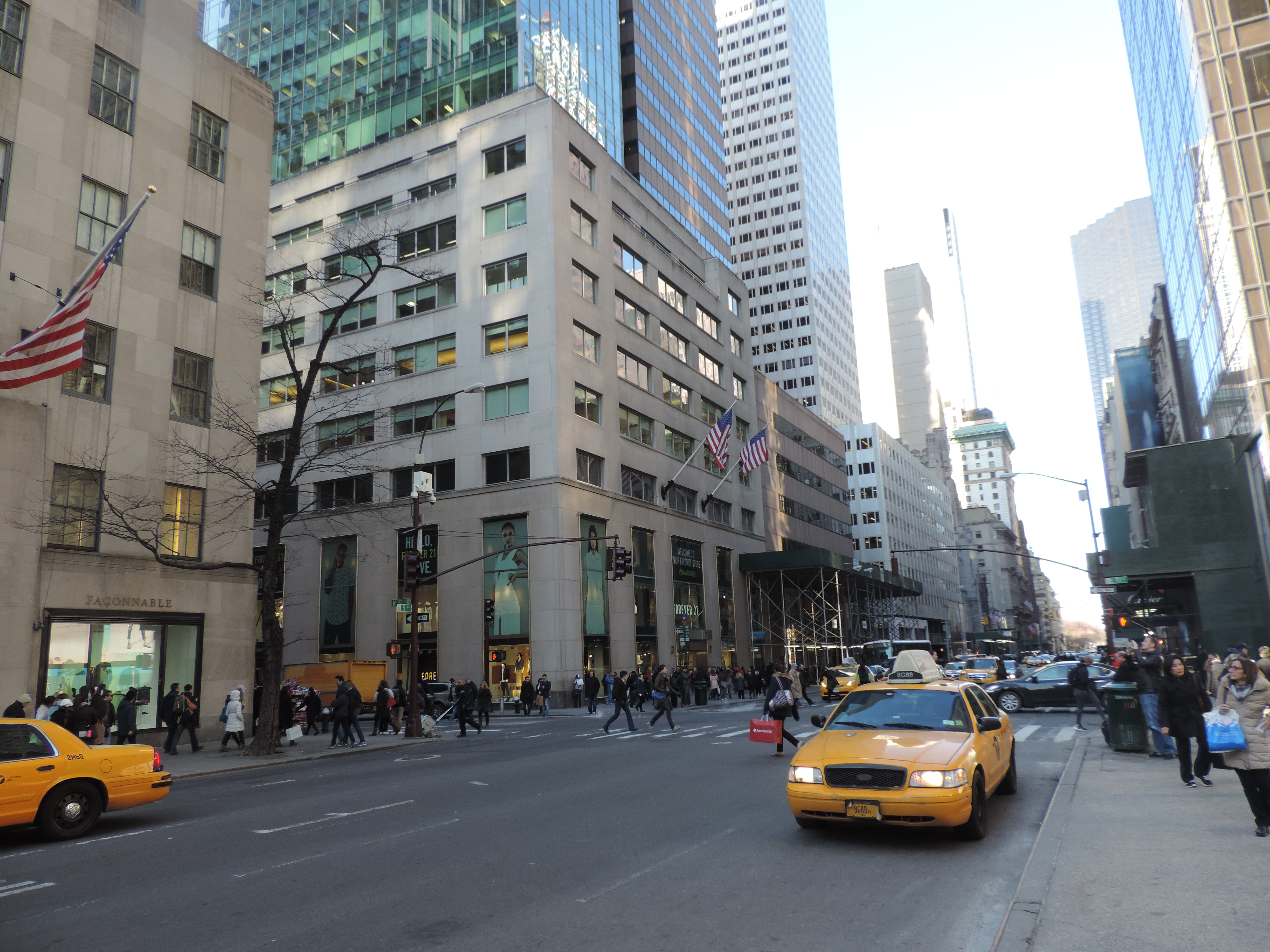
نفس اللقطة في مارس 2015
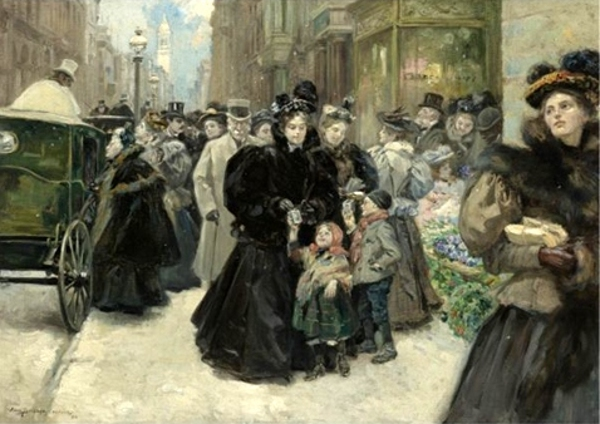
عيد الميلاد في الجادة الخامسة عام 1896
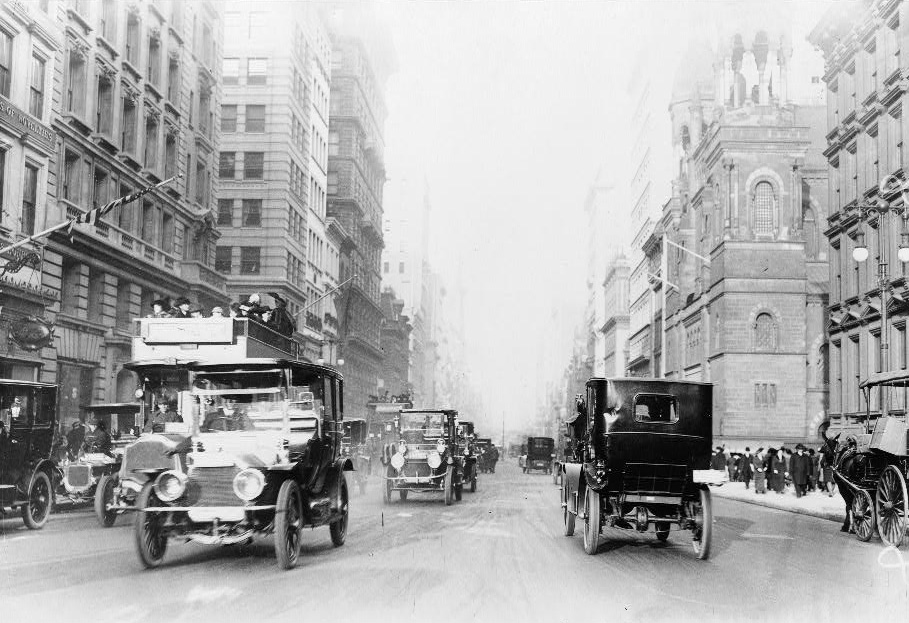
التجمع الخامس، 1918
تبدأ الجادة الخامسة في واشنطن سكوير آرك [الإنجليزية] في واشنطن سكوير بارك
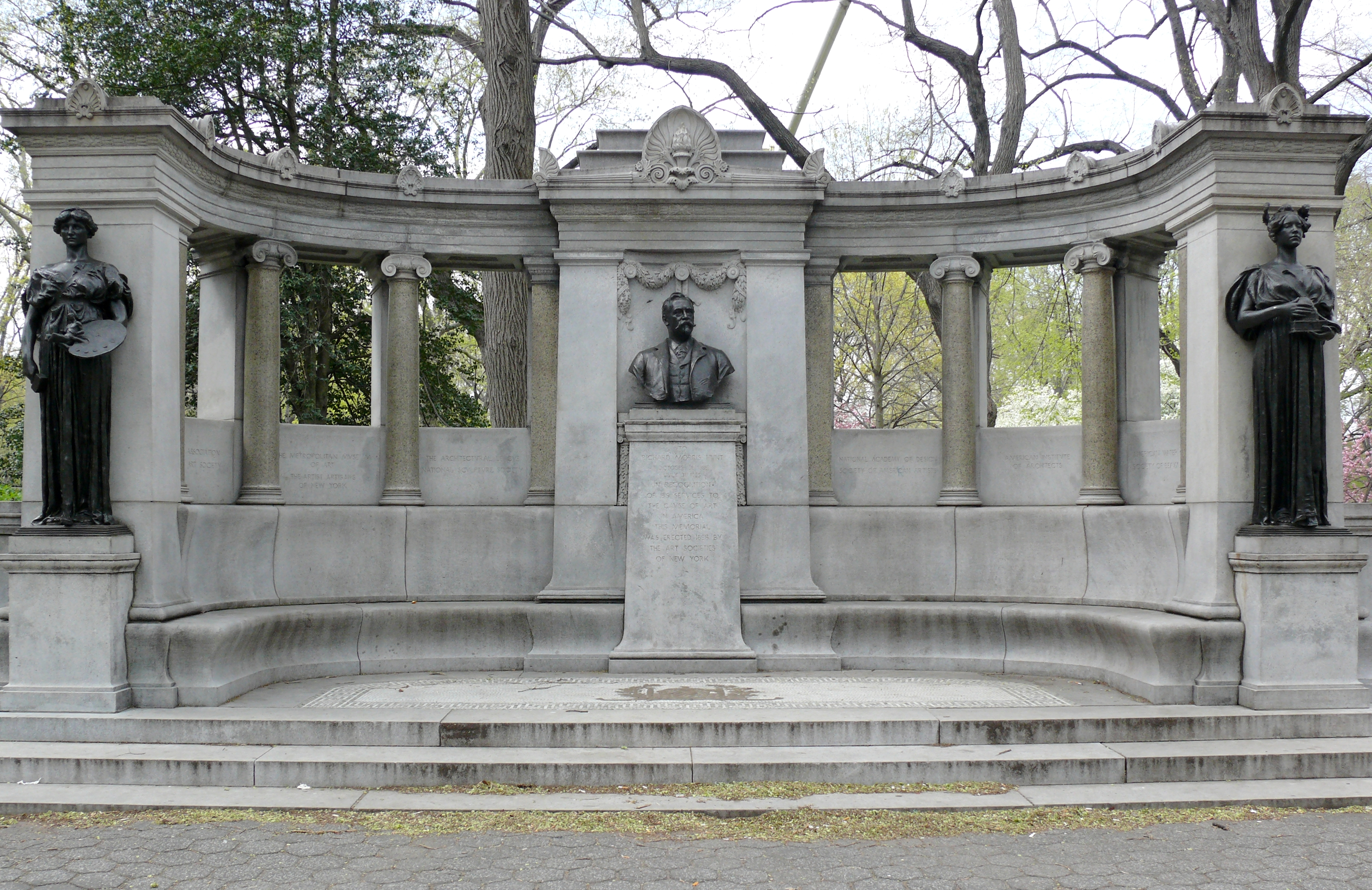
نُصب تذكاري لمهندس نيويورك ريتشارد موريس هانت، فيفث أفينيو بين شارعي 70 و71
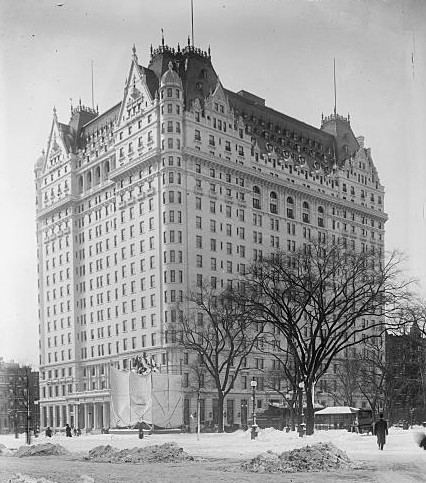
فندق بلازا حوالي 1907